# ELF Most Valuable Player Award
Der ELF Most Valuable Player Award, auch ELF MVP, ist eine Auszeichnung, die jährlich an den wertvollsten Spieler der European League of Football (ELF) vergeben wird. Der aktuelle Preisträger ist Glen Toonga, welcher als Runningback für die Rhein Fire gespielt hat.

## Preisträger
| Saison | Spieler       | Mannschaft         | Position    | Quelle |
| ------ | ------------- | ------------------ | ----------- | ------ |
| 2021   | Madre London  | Cologne Centurions | Runningback | [ 1 ]  |
| 2022   | Sean Shelton  | Raiders Tirol      | Quarterback | [ 2 ]  |
| 2023   | Jadrian Clark | Rhein Fire         | Quarterback | [ 3 ]  |
| 2024   | Glen Toonga   | Rhein Fire (2)     | Runningback | [ 4 ]  |